# Battaglia della Valdichiana
La Battaglia della Valdichiana ebbe luogo il 7 ottobre 1363 nei pressi del borgo fortificato di Torrita di Siena. La battaglia vide scontrarsi le milizie della Repubblica di Siena con i soldati di ventura della Compagnia del Cappelletto e si concluse con la disfatta della compagnia.  

## Antefatti
La Compagnia del Cappelletto si costituì durante la guerra pisano-fiorentina del 1363, scoppiata per divergenze di natura economica tra le due città toscane, relative al monopolio pisano del traffico marittimo fiorentino. La inimicizia tra le due città portò Firenze ad abbandonare l’utilizzo di Porto Pisano, spostando i propri traffici commerciali verso il porto senese di Talamone e ad assoldare una compagnia di ventura per lo svolgimento della guerra.
Tuttavia, in seguito al rifiuto di Firenze di aumentare la normale paga pattuita per i soldati, su decisione di Niccolò da Montefeltro, Ugolino de Sabbatini da Bologna e Marcolfo de Rossi da Rimini, decisero di ammutinarsi e fondare una nuova compagnia di ventura, detta “del Cappello”.
Dopo aver operato nella Valdichiana al soldo di Perugia, con l’obiettivo di riconquistare dei castelli ribelli, la compagnia venne nuovamente assoldata da Firenze per risolvere i suoi conflitti con Pisa. Durante lo spostamento verso i loro nuovi padroni, la compagnia deviò improvvisamente il suo percorso verso la Maremma Senese ed iniziando una lunga serie di saccheggi e devastazioni (probabilmente dietro consiglio del governo fiorentino) .

## Le scorrerie nel contado senese
Per scongiurare l’imminente invasione del territorio della Repubblica di Siena, il governo cittadino tentò più volte di raggiungere un’intesa dietro il pagamento di adeguate somme di denaro alla Compagnia del Cappello. I tentativi senesi risultarono però vani e la città non ebbe altra scelta che prepararsi alla guerra.
Fin dal mese di settembre vennero migliorati e potenziate le difese militari su tutto il territorio, mentre venivano inviate ambascerie a Perugia, Firenze e nella Contea Aldobrandesca per ottenere rinforzi; tuttavia, nessun aiuto giunse a Siena dai comuni limitrofi.
Il 22 settembre 1363 il senato della Repubblica di Siena ordina la costituzione di un esercito in grado di sconfiggere la compagnia di ventura, mentre al “Capitano della Maremma” Giacomo Tolomei viene dato l’ordine di contenere e limitare con le sue truppe l’avanzata nemica. Dopo un nuovo fallito tentativo di pagamento della compagnia, gli uomini del Montefeltro si muovono da Paganico a Campagnatico, occupando militarmente il borgo senese.

## La battaglia
Il 2 ottobre la Compagnia del Cappello lascia Campagnatico alla volta di Buonconvento continuando ininterrottamente la scia di saccheggi e ruberie nel contado. L’esercito della Repubblica uscì finalmente dalle mura di Siena il 5 ottobre, guidato dal Capitano generale del Comune Francesco Orsini alla ricerca della Compagnia, la quale prontamente lasciò Buonconvento, ripiegando nella Valdichiana.
L’esercito senese si diresse verso la Valdichiana e, una volta giunto nei pressi di Rigomagno, ripiegò verso sud in modo da raggiungere Torrita il giorno seguente. 

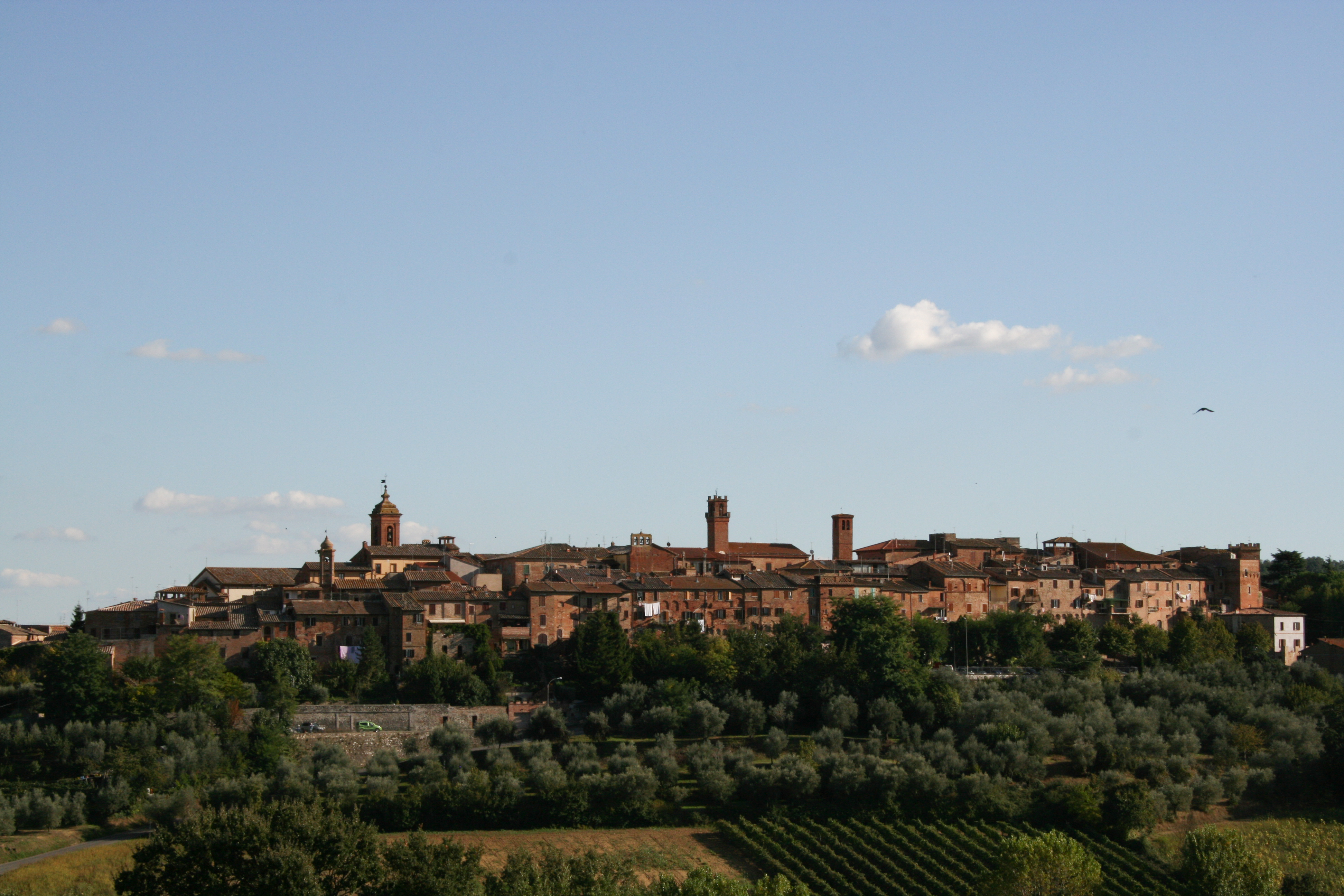
Le truppe senesi di Francesco Orsini ingaggiarono la Compagnia del Cappelletto sul versante sud-est di Torrita di Siena.

Le forze senesi al comando di Francesco Orsini erano prevalentemente composte da cittadini ed abitanti del contado senese, reclutati appositamente per l’imminente battaglia. Una parte della fanteria e della cavalleria era invece costituita da soldati di ventura a lunga ferma, che tradizionalmente servivano il Comune anche in tempo di pace, e che prendono il nome di “stipendiati ordinari”. All’esercito permanente ed ai cittadini si aggiungevano truppe ausiliarie dei paesi limitrofi e mercenari tedeschi reclutati in tempo di guerra.
Il 7 ottobre le truppe senesi raggiungono il nemico, che nel frattempo si era portato a sud-est di Torrita in modo tale da costringere Siena a non poter sfruttare completamente la sua superiorità numerica, obbligandoli al passaggio di una zona semi-paludosa.

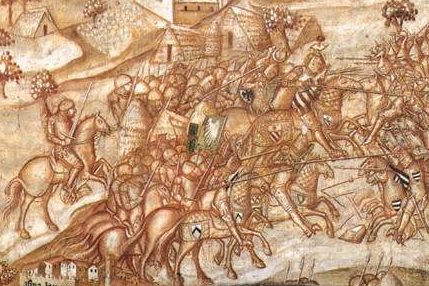
Particolare della Vittoria dei senesi nella battaglia di Val di Chiana, di Lippo di Vanni, raffigurante la cavalleria tedesca di Ugo dell'Ala che carica improvvisamente la Compagnia del Cappelletto.

L’intento di Francesco Orsini era quello di non rischiare la battaglia, ma avanzare minacciosamente verso le truppe di Montefeltro per forzarle a ritirarsi fuori dai territori della Repubblica di Siena. Le truppe della compagnia di ventura decisero però di schierarsi, provocando così l’avanguardia senese che, disubbidendo agli ordini, attaccò il nemico con una carica di cavalieri. A quel punto l’intera cavalleria mercenaria tedesca si lanciò precipitosamente verso il grosso della compagnia nemica, allontanandosi eccessivamente dalla fanteria senese e provocando un’eccessiva distensione dell’esercito.
Presto i mercenari tedeschi di Ugo dell’Ala si trovarono circondati ed esposti al contrattacco nemico numericamente superiore a loro. Francesco Orsini decise quindi di lanciare l’intero esercito senese contro il nemico, in modo da soccorrere i tedeschi rompendo il loro accerchiamento.
La Compagnia del Cappello si trovò a quel punto chiusa la ritirata dalla palude della Chiana ed impossibilitata alla fuga fu costretta a subire lo scontro. La battaglia fu particolarmente cruenta e si protrasse per ore. Una parte della cavalleria venturiera tentò di scappare verso Bettolle, seguita dalla propria fanteria, quest’ultima venne però raggiunta dai fanti di Torrita e travolta dalla cavalleria senese. Nel massacro della battaglia trovò la morte anche Marcolfo de Rossi da Rimini, cofondatore della Compagnia del Cappello, ormai sterminata.

## Conseguenze
La vittoria venne ampiamente celebrata a Siena, dove l’esercito vittorioso venne accolto trionfalmente per le strade cittadine. Il Comune provvide a garantire una paga doppia a tutti i soldati, mentre il comandante Francesco Orsini ricevette 800 fiorini in premio, ma non gli venne rinnovato l’incarico, poiché facendo battaglia aveva disubbidito agli ordini di non cercare lo scontro. I signori Dodici, al governo della città, fecero dipingere nella Sala del Mappamondo di Palazzo Pubblico un grande affresco commemorativo ad opera di Lippo Vanni.
I prigionieri vennero liberati dopo sei mesi di prigionia, mentre il 25 ottobre veniva liberata anche Campagnatico, dove ancora sostavano 300 superstiti della Compagnia del Cappello.
La relativa facilità con cui la compagnia del Montefeltro aveva penetrato l’area meridionale dello stato senese, rese evidente alle autorità cittadine il bisogno di rafforzare le difese prossime a Campagnatico. Questa convinzione portò il Comune di Siena ad acquistare il castello di Batignano da Spinello Piccolomini.
L’atteggiamento senese di considerare lo scontro militare come l’ultima delle evenienze, testimoniato dalle vicende della Battaglia della Valdichiana, così come il forte impulso all’arte della diplomazia e della dissuasione per la risoluzione delle controversie, consentiranno alla Repubblica di Siena di sopravvivere ancora a lungo, convivendo con una situazione di forte scarsità di risorse rispetto alle vicine Roma e Firenze.